# Regle d'Ibáñez-Saavedra
El regle d'Ibañez-Saavedra és un instrument geodèsic de mesura de distàncies inventat pel Carlos Ibáñez Ibáñez i Frutos Saavedra Meneses. El formen un regle suport de 4 metres de longitud fet de llautó i embotit dins d'un bastidor de ferro. Dues petites guies de platí en els extrems llisquen sobre la de llautó i actuen com nonius.
El primer exemplar d'aquest instrument fou construït a París per la casa Brüner y germans i va ser traslladat a Espanya entre el 22 de maig i el 5 d'octubre. Suposava una pesa de tecnologia molt superior a les de l'època. Per a realitzar una mesura amb aquest aparell calia alinear-se en la base i anar mesurant tram a tram. La seua aportació més important fou la mesura de la base de Madrilejos de la xarxa geodèsica espanyola. En aquest projecte es mesuraven uns 250 m diaris i l'error relatiu final fou de {\displaystyle 1/5850000}.
El regle d'Ibañez suposà l'evolució de l'anterior proposta per Carlos Ibáñez qui la patentà en 1865, el regle d'Ibáñez podia mesurar més distància en menor temps i no calia tant personal auxiliar com en el seu avantpassat. El llegat més important d'aquest instrument és la mesura de bases a Suïssa, fet que li va donar fama mundial a l'inventor. També fou utilitzada per a la mesura de bases topogràfiques a Espanya. L'error relatiu d'aquest instrument és {\displaystyle 1/2200000}.